# Département Sieg
Das Département Sieg war eine Verwaltungseinheit im 1806 bis 1813 bestehenden, rechtsrheinisch gelegenen Großherzogtum Berg.
Das Departement umfasste hauptsächlich diejenigen Ländereien, die im Zuge der Bildung des Rheinbundes am 12. Juli 1806 zu dem aus den „Herzogtümern Kleve und Berg“ unter Napoleons Schwager Joachim Murat gebildeten Großherzogtum Berg hinzukamen. Es handelte sich dabei hauptsächlich um die der Mediatisierung zum Opfer gefallenen nassau-oranischen Fürstentümer Siegen, Dillenburg, Hadamar und Beilstein. Dieser Landstrich wurde dem in seinem Status aufgewerteten Großherzogtum Berg im Südosten äußerlich wie ein hakenförmiger Appendix hinzugefügt.
Mit der durch den kaiserlichen Kommissar Jacques Claude Beugnot durchgeführten Einführung der Departementsstruktur im Großherzogtum durch ein Dekret Napoleons vom 14. November 1808 umfasste das Département Sieg rund 133.000 Einwohner auf 39 Quadratmeilen. Verwaltungssitz (Chef-lieu) wurde nicht der industrielle Hauptort Siegen, sondern der ehemalige nassauisch-oranischen Regierungssitz Dillenburg.
Charakteristisch war und blieb die naturräumlich sehr heterogene und periphere Lage des Landes. Im Rahmen des Großherzogtums profitierte es wohl am wenigsten von den Verwaltungsreformen Napoleons, die im Großherzogtum im Verhältnis zum annektierten linksrheinischen Raum ohnehin recht sprunghaft waren. Vermutlich infolgedessen – aber auch aufgrund der grundsätzlich schwierigen strukturellen Grundbedingungen – war die Unzufriedenheit der Bevölkerung über die Verhältnisse hier größer als anderswo. Die Bewohner von Siegen und Dillenburg erkannten die französische Besatzung nicht an, was typisch für den Menschenschlag ist. So konnte in der kurzen Zeit kaum eine dauerhaft Veränderung durchgesetzt werden und noch heute erinnern Vereine die Beendigung der französischen Besatzung.
Das Département Sieg umfasste die beiden Arrondissements (Bezirke) Siegen und Dillenburg.
Das Arrondissement Dillenburg hatte 58.044 Einwohner und wurde in sieben Kantone gegliedert (Einwohnerzahlen 1808):
1. Kanton Dillenburg (11.524 Einw.) mit den Mairien: Dillenburg, Eibach, Haiger und Ebersbach
2. Kanton Driedorf (7.621 Einw.) mit den Mairien: Driedorf, Mengerskirchen und Elsoff
3. Kanton Hadamar (11.311 Einw.) mit den Mairien: Hadamar, Offheim, Zeuzheim, Lahr und Frickhofen
4. Kanton Herborn (8.039 Einw.) mit den Mairien: Herborn, Hörbach, Bicken und Eisemroth
5. Kanton Rennerod (10.959 Einw.) mit den Mairien: Rennerod, Marienberg, Höhn und Emmerichenhain
6. Kanton Runkel (3.867 Einw.) mit den Mairien: Schupbach und Schadeck
7. Kanton Westerburg (4.723 Einw.) mit den Mairien: Westerburg und Gemünden (die ehemalige Grafschaft Westerburg)

Am 17. Dezember 1811 wurde der Kanton Westerburg in den Kanton Rennerod und der Kanton Runkel in den Kanton Hadamar eingegliedert.

Johann Anton Schmitz

Das Arrondissement Siegen hatte 75.026 Einwohner und wurde in sieben Kantone gegliedert (Einwohnerzahlen 1808):
1. Kanton Eitorf (12.147 Einw.) mit den Mairien: Eitorf, Herchen, Ruppichteroth und Much
2. Kanton Gummersbach (13.697 Einw.) mit den Mairien: Gimborn, Gummersbach, Marienheide, Neustadt, Ründeroth
3. Kanton Homburg (9.163 Einw.) mit den Mairien: Drabenderhöhe, Marienberghausen, Nümbrecht, Wiehl
4. Kanton Netphen (11.783 Einw.) mit den Mairien: Ferndorf, Hilchenbach, Irmgarteichen und Netphen
5. Kanton Siegen (11.194 Einw.) mit den Mairien: Freudenberg, Siegen, Weidenau, Wilnsdorf
6. Kanton Waldbröl (14.358 Einw.) mit den Mairien: Dattenfeld, Denklingen, Eckenhagen, Morsbach und Waldbröl
7. Kanton Wildenburg (2.684 Einw.) mit der Mairie: Friesenhagen

Der Kanton Wildenburg wurde 1811 mit dem Kanton Siegen zusammengelegt.
Seit 7. April 1809 war Johann Anton Schmitz Präfekt des Departements. Dieser löste Graf von Borcke ab.